# بيل 533
بيل 533 (بالإنجليزية: Bell 533)‏ هي مروحية أنتجت في الولايات المتحدة. من صناعة بيل للمروحيات. كان أول طيران لها في 1962.